# أتولتيفيماب/مافتيفيماب/أوديسيفيماب
أتولتيفيماب/مافتيفيماب/أوديسيفيماب، والذي يُباع تحت الاسم التجاري إينمازيب، هو دواء مركب يستخدم لعلاج الإيبولا الناجم عن فيروس الإيبولا الزائيري.  إن فعالية هذا الدواء بالنسبة لفيروسات الإيبولا الأخرى وفيروس ماربورغ غير واضحة.  يتم إعطاؤه عن طريق الحقن في الوريد. 
تشمل الآثار الجانبية الشائعة الحمى، وسرعة ضربات القلب، وسرعة التنفس، والقيء. ومع ذلك، فهذه أيضًا أعراض شائعة لعدوى فيروس الإيبولا.   وهو يتكون من ثلاثة أجسام مضادة وحيدة النسيلة؛ أتولتيفيماب، ومافتيفيماب، وأوديسيفيماب التي ترتبط بجليكوبروتين على فيروس الإيبولا الزائيري . 
اعتُمدت التركيبة للاستخدام الطبي في الولايات المتحدة في عام 2020.  وهو مدرج في قائمة الأدوية الأساسية لمنظمة الصحة العالمية.  اعتبارًا من عام 2022، لم تعد التركيبة متاحة في أوروبا أو المملكة المتحدة. كما اشترت حكومة الولايات المتحدة في عام 2020 جرعات منها استعدادًا لتفشي المرض. 